# Cardiology
Albums de Good Charlotte
Greatest Remixes
(2008) Greatest Hits
(2010)
Cardiology est le cinquième album studio du groupe pop punk Good Charlotte. Après plusieurs mises à jour et changements, ils ont enfin annoncé la sortie de l'album au 2 novembre 2010 (29 octobre en France) avec Capitol Records. Une des raisons du retard de la sortie fut la décision de réenregistrer l’album entier. 
Le 3 décembre 2008, le magazine Kerrang! annonça que Good Charlotte sortirait leur cinquième album studio, Cardiology en 2009. Son titre, selon Benji Madden, vient des paroles de l’album, comme il expliqua : « tout est lié au cœur » . À cette époque, il ajouta aussi qu’ils avaient déjà écrit vingt chansons pour l’album et qu’elles les ramenaient à leurs racines pop-punk.
En décrivant le son de l’album à MTV news, Joel Madden dit «Il n’y a rien de dansant sur l’album, vraiment pas, ce qui est différent du précédent, »  impliquant à nouveau un éloignement du son de Good Morning Revival.

## Musiciens
- Joel Madden : chant (leader)
- Benji Madden : guitare & chant (add.)
- Billy Martin : guitare
- Dean Butterworth : batterie
- Paul Thomas : basse

## Pochette
Benji Madden contacta Daniel Martin Diaz et lui demanda s’il voulait faire la pochette de l’album. Diaz accepta l’offre de Benji et se rendit au studio pour écouter les premiers mix des chansons pour mieux comprendre le concept de l’album (avec des chansons venant du cœur).

## Liste des pistes
Toutes les chansons sont écrites et composées par Good Charlotte.
| No  | Titre                                   | Durée |
| --- | --------------------------------------- | ----- |
| 1.  | Introduction to Cardiology              | 0:47  |
| 2.  | Let the Music Play                      | 4:13  |
| 3.  | Counting the Days                       | 2:52  |
| 4.  | Silver Screen Romance                   | 3:11  |
| 5.  | Like It's Her Birthday                  | 3:31  |
| 6.  | Last Night                              | 3:41  |
| 7.  | Sex on the Radio                        | 3:17  |
| 8.  | Alive                                   | 3:14  |
| 9.  | Standing Ovation                        | 3:40  |
| 10. | Harlow's Song (Can't Dream Without You) | 3:34  |
| 11. | Interlude: The Fifth Chamber            | 1:30  |
| 12. | 1979                                    | 3:01  |
| 13. | There She Goes                          | 3:23  |
| 14. | Right Where I Belong                    | 3:55  |
| 15. | Cardiology                              | 2:56  |

Chansons Bonus édition Japonaise
| No  | Titre                                       | Durée |
| --- | ------------------------------------------- | ----- |
| 16. | Like It's Her Birthday (Remix feat. Miyavi) | 3:33  |
| 17. | Accident Prone                              | 3:11  |

Chansons bonus iTunes
| No  | Titre                           | Durée |
| --- | ------------------------------- | ----- |
| 16. | Crash                           | 3:08  |
| 17. | Catherine (Damn This Situation) | 3:13  |

Chansons bonus (version exclusive Best Buy)
| No  | Titre                                    | Durée |
| --- | ---------------------------------------- | ----- |
| 16. | Catherine (Damn This Situation)          | 3:13  |
| 17. | Accident Prone                           | 3:11  |
| 18. | Silver Screen Romance (Acoustic version) |       |
| 19. | Better Run (Acoustic version)            | 3:40  |
| 20. | Between the Bars                         | 2:23  |